# Dorinel Munteanu
Dorinel Ionel Munteanu (ur. 25 czerwca 1968 w Grădinari) – rumuński piłkarz, występujący na pozycji lewego pomocnika lub rozgrywającego, oraz trener piłkarski. 

## Kariera
Jest wychowankiem klubu Metalul Bocşa. W sierpniu 1988 roku w barwach Olt Scornicești zadebiutował w Divizii A. Później grał w Interze Sybin, a w 1991 roku trafił do Dinama Bukareszt. Był zawodnikiem tego klubu przez dwa sezony; w tym czasie zdobył tytuł mistrza kraju oraz - w maju 1991 roku - po raz pierwszy wystąpił w reprezentacji Rumunii. Niedługo po upadku komunizmu wyjechał do Belgii, gdzie w broniącym się przed spadkiem z ekstraklasy zespole Cercle Brugge w ciągu dwu sezonów nie zagrał tylko w trzech meczach. Dobre występy w Eerste klasse zaowocowały w 1995 roku transferem do 1. FC Köln. Podobnie jak Cercle drużyna rokrocznie walczyła o utrzymanie się w Bundeslidze. W 1995 i 1996 roku jako zawodnik Köln znalazł się w piątce najlepszych piłkarzy w Rumunii. W sezonie 1997-1998 zespół pożegnał się z ekstraklasą, a Rumun występował w nim jeszcze przez rok, kiedy to przeszedł do VfL Wolfsburg. Munteanu był liderem „Wilków” na boisku, a po zakończeniu przygody z tym klubem został wybrany do jedenastki wszech czasów. Na początku 2004 roku po jedenastoletniej przerwie powrócił do Rumunii, tym razem do Steauy Bukareszt, gdzie w pierwszym sezonie był tylko rezerwowym. W kolejnym grał już w wyjściowym składzie, a Steaua po czteroletniej przerwie odzyskała mistrzostwo kraju. Od 2005 roku łączył występy na boisku z pracą szkoleniową; najpierw był grającym trenerem CFR Cluj, a od 2006 roku taką samą funkcję pełnił w Argeș Pitești.
W reprezentacji Rumunii rozegrał 134 mecze i jest pod tym względem rekordzistą kraju. W drużynie narodowej zadebiutował w maju 1991 roku w towarzyskim spotkaniu z Norwegią. Trzy lata później był podstawowym zawodnikiem reprezentacji na Mundialu 1994, gdzie podopieczni Anghela Iordănescu doszli do ćwierćfinału. Ponadto brał udział w Euro 1996 (runda grupowa), Mundialu 1998 (1/8 finału) i Euro 2000 (ćwierćfinał); na dwu ostatnich turniejach grał we wszystkich meczach od pierwszej do ostatniej minuty. Nie strzelał dużo bramek, w kadrze najczęściej pełnił funkcję rozgrywającego. Występował zazwyczaj tuż za Gheorghe Hagim. Grał w pierwszym składzie także w eliminacjach do Mundiali 2002 i 2006 oraz do Euro 2004. Ostatni – 131 mecz - rozegrał w wieku 38 lat w sierpniu 2006 z Cyprem.

## Sukcesy piłkarskie
- mistrzostwo Rumunii 1992 oraz wicemistrzostwo Rumunii 1993 z Dinamem Bukareszt
- mistrzostwo Rumunii 2005 oraz wicemistrzostwo Rumunii 2004 ze Steauą Bukareszt

W Divizii A rozegrał 201 meczów i strzelił 38 goli.
 W Eerste Klasse rozegrał 65 meczów i strzelił 12 goli.
 W 1. Bundeslidze rozegrał 198 meczów i strzelił 22 gole.

## Kariera szkoleniowa
Po rozstaniu w 2005 roku ze Steauą Bukareszt, otrzymał propozycję pracy z CFR Cluj, gdzie miał być grającym trenerem. W sezonie 2005-2006 doprowadził ten zespół do finału Pucharu Intertoto i piątego miejsca w Divizii A. Po dziesięciu kolejkach nowych rozgrywek, w których zanotował sześć zwycięstw, dwa remisy i dwie porażki, złożył rezygnację, tłumacząc się konfliktem z władzami klubu. W 2007 r. przeniósł się - także w charakterze grającego trenera - do walczącego o utrzymanie w ekstraklasie Argeșu Pitești.
W 2009 r. został trenerem Oțelulu Gałacz, z którym w sezonie 2010/11 zdobył mistrzostwo kraju. W rundzie wiosennej sezonu 2011/12 prowadził Dinamo Bukareszt. Latem 2012 wyjechał do Rosji, gdzie stał na czele Mordowiji Sarańsk. Latem następnego roku anulował kontrakt i przeniósł się do Kubania Krasnodar. W 2014 trenował FK Qəbələ, a od marca 2015 Astra Giurgiu.